# James Annesley (3e comte d'Anglesey)
Pour les articles homonymes, voir Annesley.
James Annesley, 3e comte d'Anglesey (1670- 21 janvier 1702), est un noble britannique

## Biographie
Il devient comte à la mort de son père, James Annesley (2e comte d'Anglesey) en 1690. Il s'inscrit à la Christ Church, Oxford en 1690. Sa mère est Elizabeth Manners, fille de John Manners (8e comte de Rutland). En octobre 1699, il épousa Catherine Darnley, fille illégitime de Jacques II d’Angleterre par Catherine Sedley, comtesse de Dorchester. Ils ont une fille, Catherine Annesley, qui épouse William Phipps et est l'ancêtre des baron Mulgrave. Le couple est séparé légalement en 1701.